# Ingeborg Bachmann
Ingeborg Bachmann, född 25 juni 1926 i Klagenfurt, död 17 oktober 1973 i Rom, var en österrikisk författare, poet och översättare, även känd under pseudonymen Ruth Keller. Hennes mest spridda verk är romanen Malina från 1971.

## Biografi
Bachmann föddes i Klagenfurt i Kärnten. Mellan 1945 och 1950 studerade hon filosofi, psykologi och germanistik vid universiteten i Innsbruck, Graz och Wien. 1950 disputerade hon i filosofi vid universitetet i Wien med en avhandling om Martin Heidegger. 

### Karriär
Efter examen arbetade Bachmann som scripta och redaktör vid den österrikiska radiostationen Rot-Weiss-Rot, vilket gjorde det möjligt för henne att få en översikt över samtida litteratur samtidigt som hon hade en fast inkomst. Dessutom sändes hennes första radioteater på stationen. Hennes litterära karriär tog ytterligare fart genom kontakten med Hans Weigel och den litterära grupperingen Gruppe 47, vars medlemmar bland annat inkluderade Ilse Aichinger, Paul Celan, Heinrich Böll, Marcel Reich-Ranicki och Günter Grass.                               
1953 beslutade hon sig för att leva på sitt författarskap och flyttade till Rom, där hon under följande år skrev dikter, essäer, operalibretton och noveller vilka snart gav henne berömmelse och flera priser. Hennes relation med den schweiziske författaren Max Frisch (1911–1991) förde henne senare till Schweiz.       
Bachmanns verk fokuserar huvudsakligen på teman som jagets möjligheter att existera, göra motstånd mot liknöjdheten och våga bryta upp samt språkfilosofi, det senare i den österrikiska filosofen Ludwig Wittgensteins tradition. Hennes doktorsavhandling visar hennes växande desillusionering avseende Heideggers existentialism, vilken delvis löstes genom hennes växande intresse för Wittgenstein, vars Tractatus logico-philosophicus, 1921 påverkade hennes relation till språket.

### Sista tid, pris
Bachmann dog på ett sjukhus i Rom den 17 oktober 1973, tre veckor efter att en brand utbrutit i hennes sovrum. Vad hon egentligen dog av är omtvistat.
Ingeborg Bachmann-priset, som årligen utdelas i Klagenfurt sedan 1977, är uppkallat efter Bachmann.

## Bibliografi

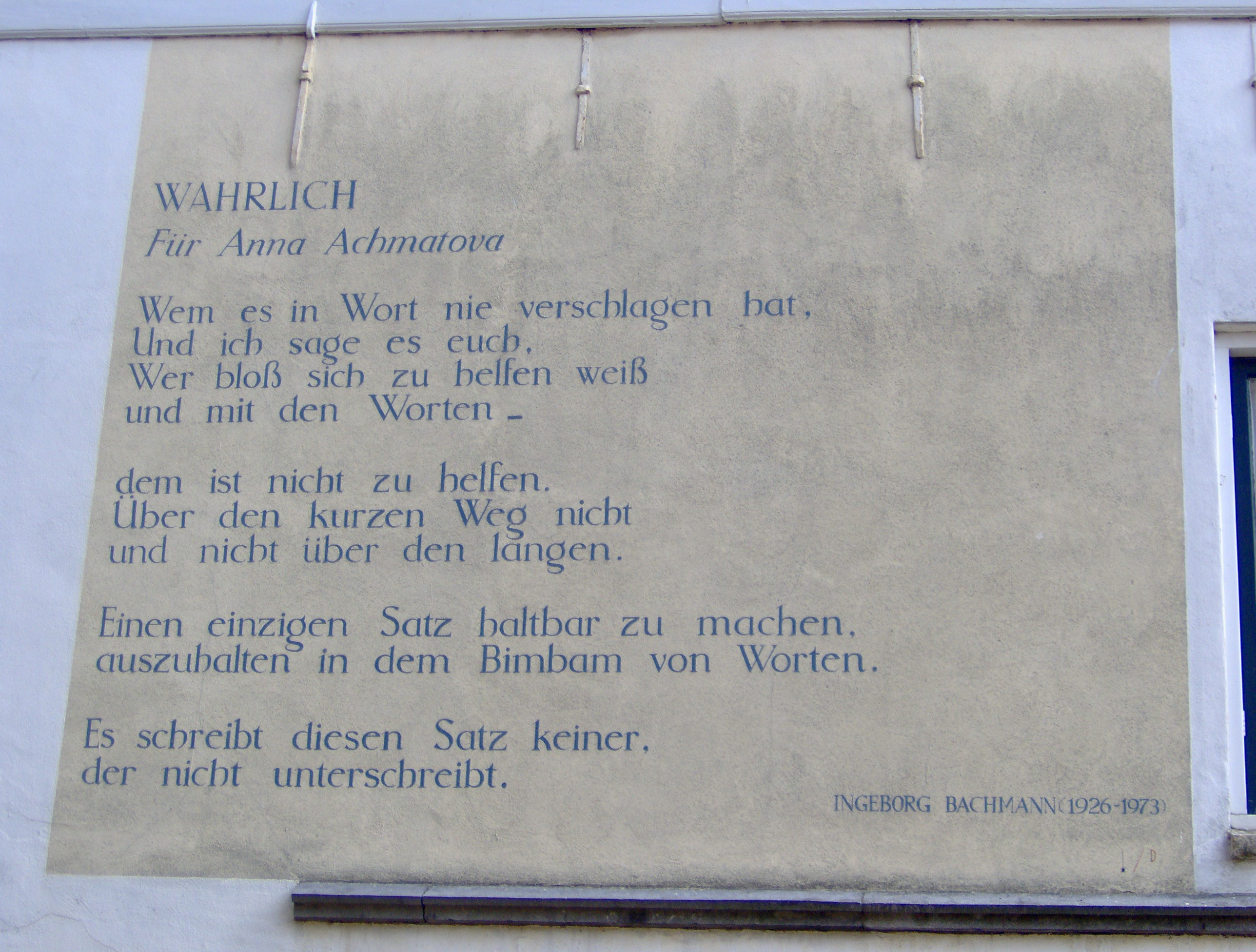
Ingeborg Bachmanns dikt Wahrlich som väggdikt på Nieuwe Rijn 94 i Leiden.

### Övriga böcker på svenska
- 1964 – "Dikter". Ingår i antologin Fyra tyska poeter (Bonniers)
- 1976 – Bröd och salt [dikturval], översättning Johannes Edfelt (Coeckelberghs)
- 2014 – Vandra, tanke – samlade dikter, översättning och efterord Linda Östergaard (Ellerströms)
- 2016 – Utplåna fraserna – föreläsningar, tal och utvalda texter, översättning och förord Linda Östergaard (Ellerströms)
- 2018 – Simultan – noveller, översättning Linda Östergaard (Ellerströms)
- 2019 – Malina – roman, översättning Linda Östergaard (Ellerströms)[3]

## Priser och utmärkelser
- 1953 – Gruppe 47:s litteraturpris för Die gestundete Zeit
- 1964 – Georg Büchner-priset
- 1971 – Anton Wildganspriset